# Монторьоль (Од)
Монторьо́ль (фр. Montauriol) — коммуна во Франции, находится в регионе Лангедок — Руссильон. Департамент коммуны — Од. Входит в состав кантона Саль-сюр-л’Эр. Округ коммуны — Каркасон.
Код INSEE коммуны — 11239.

## Население
Население коммуны на 2008 год составляло 78 человек.
| 1962 | 1968 | 1975 | 1982 | 1990 | 1999 | 2008 |
| ---- | ---- | ---- | ---- | ---- | ---- | ---- |
| 73   | 93   | 74   | 74   | 75   | 74   | 78   |

## Экономика
В 2007 году среди 57 человек в трудоспособном возрасте (15—64 лет) 40 были экономически активными, 17 — неактивными (показатель активности — 70,2 %, в 1999 году было 76,5 %). Из 40 активных работали 34 человека (18 мужчин и 16 женщин), безработных было 6 (3 мужчин и 3 женщины). Среди 17 неактивных 4 человека были учениками или студентами, 6 — пенсионерами, 7 были неактивными по другим причинам.